# Physalacria australiensis
Physalacria australiensis är en svampart som beskrevs av Corner 1950. Physalacria australiensis ingår i släktet Physalacria och familjen Physalacriaceae.   Inga underarter finns listade i Catalogue of Life.